# Sparta (Wisconsin)
Sparta es una ciudad ubicada en el condado de Monroe, Wisconsin, Estados Unidos. Tiene una población estimada, a mediados de 2021, de 9972 habitantes.

## Geografía
La ciudad está ubicada en las coordenadas 43°56′18″N 90°48′46″O / 43.93833, -90.81278 (43.938249, -90.812705). Según la Oficina del Censo de los Estados Unidos, Sparta tiene una superficie total de 20.89 km², de la cual 20.74 km² corresponden a tierra firme y 0.15 km² son agua.

## Demografía
Según el censo de 2020, en ese momento había 10 025 personas residiendo en la ciudad. La densidad de población era de 483.37 hab./km². El 84.50% de los habitantes eran blancos, el 1.42% son afroamericanos, el 0.91% eran amerindios, el 0.98% eran asiáticos, el 0.23% eran isleños del Pacífico, el 4.20% eran de otras razas y el 7.77% eran de una mezcla de razas. Del total de la población, el 11.06% eran hispanos o latinos de cualquier raza.